# UN/LOCODE
 (engl. United Nations Code for Trade and Transport Locations) je geografski kodni sistem koji je razvila i koji održava UNECE - Ekonomska komisija Ujedinjenih nacija za Evropu.
UN/LOCODE sadrži više od 50 000 stavki sa mestima kao što su luke, aerodromi, železnički i drumski terminali, pošte, granični prelazi i druga mesta značajna za trgovinu i transport u 234 države sveta.
UN/LOCODE kodovi obično imaju 5 znakova: prva dva su dvoslovni kod države prema ISO 3166-1. Ovo prate još tri slova, a ukoliko to nije dovoljno mogu se dodati i cifre od 2 do 9.

## Primeri
DE BER za Berlin, Nemačka
DE TXL za Međunarodni aerodrom Tegel (Tegel International Airport), Berlin, Nemačka
SK KSC za Košice, Slovačka
FR PAR za Pariz, Francuska
NL AMS za Amsterdam, Holandija
US NYC za Njujork (New York City), Sjedinjene Američke Države (USA)

## Spoljašnje veze
Zvanična stranica UN/LOCODE (језик: енглески)